# The Divas of Doom
The Divas of Doom è un tag team di wrestling attivo in WWE tra il 2011 e il 2012, e nel 2019, formata da Beth Phoenix e Natalya. Le due iniziarono a collaborare per la prima volta quando quest'ultima era in faida con Michelle McCool nel settembre del 2010. Nell'Agosto del 2011, entrambe svilupparono il carattere di anti-Divas, infatti erano violentemente contrarie all'accettazione delle donne "carine"  nella compagnia. Il loro slogan è "Pin-Up Strong" ed è anche il nome della loro mossa di sottomissione.

## Storia
Alla fine del 2010, in seguito allo scioglimento della stable di Natalya (The Hart Dynasty), Natalya mise gli occhi addosso a Michelle McCool, Layla e al Divas Championship. Natalya infatti sconfisse il duo in un Handicap match per il Divas Championship al pay-per-view Survivor Series. Dopo il match, Natalya fu brutalmente attaccata da Michelle McCool e Layla, ma subito dopo Beth Phoenix, ritornata dopo un lungo infortunio,corse in aiuto di Natalya per poi congratularsi con lei. Da lì, le due strinsero un'alleanza e a TLC: Tables, Ladders & Chairs, Beth Phoenix e Natalya sconfissero Michelle McCool e Layla nel primo Tables Match femminile nelle storia della WWE. L'alleanza si concluse tranquillamente un mese dopo, quando Natalya perse il match per il Divas Championship contro Eve Torres alla Royal Rumble ritornando a competere esclusivamente nel roster di Raw (Beth Phoenix invece si trovava a SmackDown).
Il 1º agosto 2011, a Raw si svolse una Battle Royal femminile per determinare chi avrebbe ricevuto un match contro Kelly Kelly per il Divas Championship al pay-per-view di SummerSlam. Beth Phoenix vinse la Battle Royal, per poi attaccare Kelly Kelly e dichiarando di voler terminare i giorni delle principesse (proponendosi come anti-Divas). Quattro giorni dopo, a SmackDown, Natalya sconfisse AJ Leee successivamente dichiarò di essere d'accordo con Beth. Le due debuttarono ufficialmente insieme come "The Divas of Doom" nell'episodio del 12 agosto di SmackDown, sconfiggendo AJ Lee e Kaitlyn, continuando ad assaltarle anche dopo il match. Natalya ha poi accompagnato Beth Phoenix al suo match per il Divas Championship a SummerSlam contro Kelly Kelly, a sua volta accompagnata da Eve Torres; Beth non riuscì però a vincere il match. Il 5 settembre a Raw, Beth Phoenix sconfisse Eve Torres per guadagnare un match per il titolo delle Divas a Night of Champions, dove perse di nuovo. Il 19 settembre a Raw, le Divas of Doom persero un tag team match contro Kelly Kelly ed Eve Torres. Il 30 settembre a SmackDown, Natalya venne sconfitta da Kelly Kelly. Dopo il match, Beth Phoenix salì sul ring ed eseguì una Glam Slam a Kelly Kelly, poi Natalya usò la loro nuova sottomissione, la Pin-Up Strong, A Hell in a Cell, Beth Phoenix sconfisse Kelly Kelly con l'aiuto di Natalya, vincendo il suo primo Divas Championship. A Vengeance, Beth Phoenix sconfisse Eve Torres mantenendo il Divas Championship. Il 29 gennaio del 2012, alla Royal Rumble, le Divas of Doom hanno partecipato ad un 8-Women's tag team match al fianco delle Bella Twins sconfiggendo la squadra di Eve Torres, Kelly Kelly, Alicia Fox e Tamina Snuka. La notte successiva, nell'episodio del 30 gennaio di Raw, Beth Phoenix ha difeso con successo il Divas Championship contro Eve Torres. Nel pay-per-view Elimination Chamber, Beth Phoenix ha difeso con successo il Divas Championship contro Tamina Snuka. Dopo il match, Beth Phoenix e Natalya non combatteranno più tag team match insieme, trovandosi anzi su fronti opposti, ad esempio il 22 marzo a Superstars, dove Beth Phoenix ha collaborato con Eve Torres sconfiggendo Natalya e Tamina Snuka. L'ultima volta che si sono sfidate è stata durante SmackDown il 28 settembre, dove Beth ha sconfitto Natalya; nel post-match però, dopo essersi accusate reciprocamente di aver attaccato Kaitlyn, hanno continuato a litigare. Dopo poco tempo, Phoenix uscì dalla WWE.

### Reunion
Le Divas of Doom hanno avuto una breve riunione quando Natalya ha indotto Beth Phoenix nella WWE Hall of Fame nel 2017. Le due si sono incontrate di nuovo il 28 gennaio 2018 alla Royal Rumble, dove Natalya eliminò Beth Phoenix nella prima Royal Rumble femminile nella storia della WWE. Durante l'episodio del 18 marzo 2019 di Raw, Beth Phoenix (che era stata attaccata a Fastlane 10 giorni prima da Nia Jax e Tamina per poi essere soccorsa proprio da Natalya) annunciò che lei e Natalya avrebbero riformato le Divas of Doom sfidando The Boss 'n' Hug Connection per il WWE Women's Tag Team Championship a WrestleMania 35. Nell'episodio del 25 marzo 2019 di Raw è stato annunciato che The Divas of Doom avrebbero combattuto in un Fatal 4-Way tag team match a WrestleMania 35 contro The Boss 'n' Hug Connection, The IIconics e Nia Jax e Tamina Snuka; il match è stato vinto dalle IIconics dopo aver schienato proprio Phoenix. Le Divas of Doom hanno poi preso parte al Tour Europeo di Raw, sfidando in più occasioni Liv Morgan e Ruby Riott.
Le due si sono incontrate ancora una volta durante la Royal Rumble femminile del 2020; entrambe sono rimaste tra le ultime quattro, ma Beth si è vendicata dei fatti di due anni prima (dove Natalya l'aveva eliminata allo stesso evento) eliminando la sua ex compagna di tag-team. Phoenix è arrivata poi terza, eliminata da Shayna Baszler.

## Riconoscimenti
- WWE Women's Championship: Beth Phoenix (3 volte)
- WWE Divas Championship: Beth Phoenix (1 volta) e Natalya (1 volta)
- Slammy Award: Diva of the Year (Beth Phoenix, 2008)